# Saint-Georges-de-Livoye
Saint-Georges-de-Livoye är en kommun i departementet Manche i regionen Normandie i norra Frankrike. Kommunen ligger i kantonen Brécey som tillhör arrondissementet Avranches. År 2022 hade Saint-Georges-de-Livoye 205 invånare.

## Befolkningsutveckling
Antalet invånare i kommunen Saint-Georges-de-Livoye
| Referens: INSEE |